# Ханабад (місто в Узбекистані)
40°48′ пн. ш. 73°00′ сх. д. / 40.800° пн. ш. 73.000° сх. д.
Ханаба́д (узб. Xonobod; кирг. Ханабат) — місто обласного підпорядкування в Узбекистані, в Андижанській області.
У 2020 роцi населення міста становило 42301 чоловiк.
Місто розташоване у східній частині Ферганської долини, на правому березі річки Карадар'я. Залізнична станція на лінії Карасу-Узбецький—Кок-Янгак.
У Ханабадi працюють заводи «Андижанкабель», дубильно-екстрактний, бетонний та трикотажна фабрика.
За часів Кокандського ханства територія міста називалась Бешкапа. У місцевих тугаях полюбляв полювати та відпочивати кокандський хан. Завдяки цьому ця місцевість завжди була багата. 1969 року біля міста було збудоване Андижанське водосховище. 
Статус міста Ханабад отримав в 1972 році.
Колишні назви: Ханабадський, Совєтабад (1972—1992). 
Міському хокіміяту Ханабада також підпорядковані міське селище Ханабад і сільський схід громадян Ханабад.

## Основні визначні пам'ятки
- Джерело Фозилмон ота - джерело цілющої мінеральної води;

- Джерело Алчалі суві - джерело цілющої мінеральної води, яку п'ють для лікування цукрового діабету;

- Хонтахт - Трон хана. З ним пов'язана легенда, про те як хан купив у жителів вітер, який городянам довелося потім викуповувати у хана:

- Санаторій  "Хонобод Сихатгохи"

- Водосховище "Андіжон сув омборі" (тип греблі - бетонна, контрфорсна).

У місті на найвищій горі розташована пам'ятка героям Німецько-радянської війни. Також там розташований невеликий але дуже гарний атракціон каруселів. Найсхідніша точка Узбекистану.